# Pholis fangi
Pholis fangi is een straalvinnige vissensoort uit de familie van botervissen (Pholidae). De wetenschappelijke naam van de soort is voor het eerst geldig gepubliceerd in 1935 door Wang & Wang.